# Stortjärnen (Linsells socken, Härjedalen, 689254-137670)
Stortjärnen är en sjö i Härjedalens kommun i Härjedalen och ingår i Ljusnans huvudavrinningsområde.